# Torpedóbombázó
A torpedóbombázó olyan repülőgép, amelyet hajók torpedóval történő megtámadására fejlesztettek ki. A torpedó tárolásához speciális felfüggesztés és / vagy bombakamra szükséges, ezért fejlesztették ki ezeket a repülőgépeket.

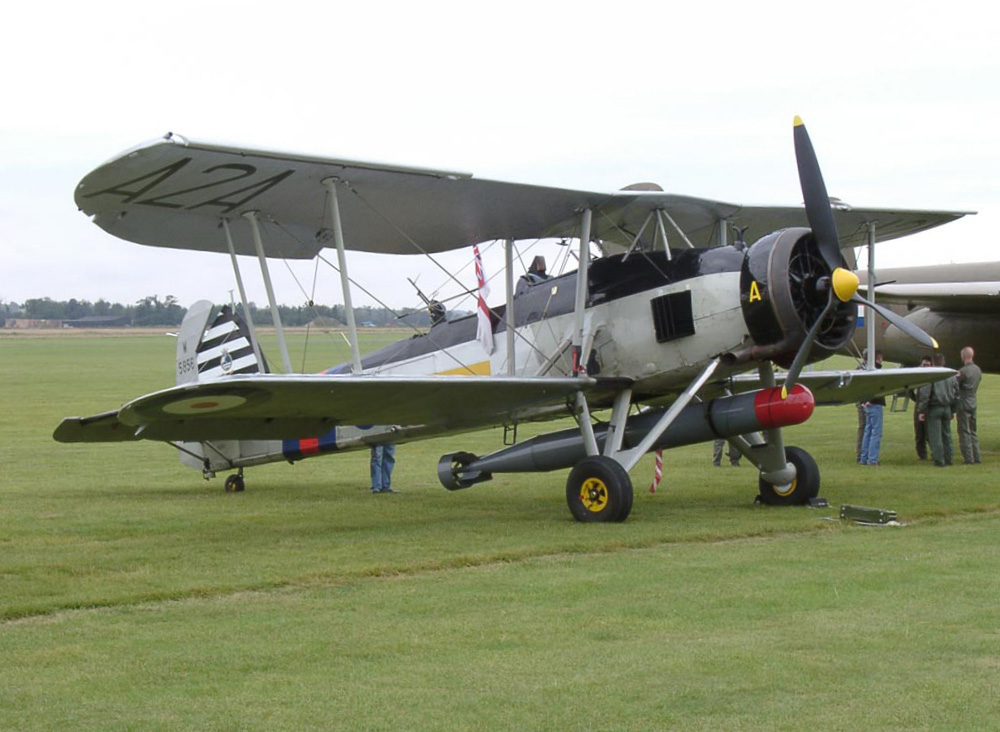
A Fairey Swordfish II torpedóbombázó egy 2002-es légibemutatón

A torpedóbombázók szinte kizárólag a második világháború előtt és alatt léteztek. A háború alatt sok híres és jelentős csatában kaptak szerepet, mint a brit támadás Taranto kikötője ellen, vagy a japán tengerészeti légierő Pearl Harbor elleni támadása. A háború után ez a géptípus teljesen eltűnt. Egyes tengerészeti repülőgépek, mint az amerikai Lockheed P–3 Orion vagy az orosz Tu–142, valamint helikopterek alkalmasak torpedók légi indítására is.
Fontosabb torpedóbombázó típusok
- Bristol Beaufighter
- Douglas TBD Devastator
- Fairey Swordfish
- Fairey Barracuda
- Focke-Wulf Fw 200 „Condor”
- Grumman TBF Avenger
- Nakadzsima B5N Kate
- Nakadzsima B6N Jill
- Il–2T
- Savoia-Marchetti SM.79 Sparviero